# 294 av. J.-C.
Cette page concerne l'année 294 av. J.-C. du calendrier julien proleptique.

## Événements
- 2 mars (11 avril du calendrier romain) : début à Rome du consulat de Lucius Postumius Megellus II et Marcus Atilius Regulus[1]. Regulus continue la guerre contre les Samnites alors que son collègue Postumius est souffrant. Il mène une campagne difficile dans le Samnium ; son camp est attaqué et il subit de fortes pertes en allant soutenir Luceria assiégée. Les Samnites échouent à  prendre Interamna. Postumius, rétabli, vainc les Étrusques de Volsinies et de Rusellae. Volsinies, Perusia et Arretium demandent la paix[2].
- Printemps : Ptolémée envoie une flotte de 150 vaisseaux contre Démétrios Poliorcète qui occupe l’Attique et assiège Athènes, mais elle se heurte aux 300 navires que Démétrios a rassemblés et ne dépasse pas Égine ; après le départ de la flotte égyptienne, Lacharès s’enfuit en Béotie[3].
- Avril : les Athéniens se rendent à Démétrios Ier Poliorcète peu après la chute de Lacharès. Démétrios assure le ravitaillement de la ville et restaure les institutions démocratiques ; un décret, sur proposition de Dromocleides, assure à Démétrios la possession du Pirée et de Munichie. Une garnison est installée sur la colline du Muséum[3].
- Automne : 
  - Démétrios, qui projette de prendre Sparte, envahit le Péloponnèse ; il bat le roi Archidamos IV à Mantinée, puis devant Sparte même où 200 Spartiates sont tués et 500 sont faits prisonniers[3].
  - Thessaloniké est assassiné par son fils Antipater II qui lui reprochait d'avoir favorisé son frère Alexandre lors du partage[3]. Alexandre V de Macédoine s'allie avec Pyrrhus Ier et Démétrios Ier Poliorcète contre son frère Antipater II, qui fait appel à Lysimaque[4]. Démétrios fait assassiner le roi Alexandre V de Macédoine à Larissa (Thessalie) et s'empare du trône de Macédoine. Antipater se réfugie auprès de Lysimaque[3]. Démétrios conclut un pacte avec Lysimaque et le reconnait roi de Macédoine en échange de la renonciation à ses conquêtes en Asie mineure[4].

- Pyrrhus Ier, roi d’Épire, reçoit  d'Alexandre V de Macédoine pour le prix de son soutien à la région d'Ambracie, l'Acarnanie, Amphilochia et les régions de Parauaea et Tymphaea à la frontière de la Macédoine[5].

## Décès en 294 av. J.-C.
- Antipater de Macédoine.
- Alexandre V de Macédoine.